# گواف
گواف نوعی ماهی است.
نام علمی آن Anodontostoma chacunda (Hamilton, 1822) و نام انگلیسی آن Chacunda gizzard shad است.
وسایل صید آن میلان، تورهای گردان ساحلی و ترال سطحی است.

## ویژگی‌ها
بیشینهٔ درازای بدن گواف ۱۷ سانتی‌متر و میانگین آن ۱۴ سانتی‌متر می‌باشد. گواف بدنی خیلی مرتفع و فشرده دارد. دارای یک تیغه پولکی در سطح شکم، دهان زیرین، پوزه گرد و بیرون آمده است. فلس‌های جلوی باله پشتی یک ردیف منفرد را تشکیل می‌دهند. رنگ بدن در پشت سبز – آبی و پهلوها نقره‌ای روشن می‌باشد.
گونه‌ای لُجه‌زی (پلاژیک) از گواف در آب‌های گلی کم عمق ساحل یافت می‌شود. از فیتوپلانکتون‌ها، زئوپلانکتون‌ها و خرده مواد غذایی تغذیه می‌کند. لارو ماهیان و پاروپایان کوچک غذای غالب این ماهی است.